# Duride di Samo
Duride di Samo (in greco antico: Δοῦρις?, Douris; Eraclea Minoa, 340 a.C. – Samo, 270 a.C.) è stato uno storico greco antico.

## Biografia
Duride, fratello del commediografo Linceo di Samo, nacque ad Eraclea Minoa in Sicilia. Sosteneva di essere discendente di Alcibiade ed ebbe un figlio, Sceo, ricordato da Pausania come vincitore di una gara olimpica di pugilato.
Allievo di Teofrasto, divenne tiranno dell'isola di Samo, nel 300 a.C., che governò fino alla morte, intorno agli anni Settanta del III secolo a.C.

## Opere
Dall'elenco delle sue opere, delle quali sono pervenuti frammenti, traspare una figura erudita, dedita a vari campi. 
Di tipo grammaticale ed erudito dovevano essere i Problemi omerici, in almeno 2 libri, di cui restano 6 frammenti, con una serie di osservazioni sull'Iliade, come, probabilmente, Su Sofocle ed Euripide. Di tipo anche tecnico era probabilmente il trattato Sulla tragedia, del quale resta un breve frammento sulle origini della magadis, un'arpa di origine tracia.
Interesse erudito mostrano, ancora, trattati di tipo artistico, come Sugli agoni, Sulla toreutica e, soprattutto, Sulla pittura, forse una storia della pittura con una rassegna dei pittori contemporanei di Duride.
Duride, dunque, fu fecondo autore di opere erudite e soprattutto storiografiche, a partire dagli Annali di Samo, di cui restano 21 frammentiː l'opera era, forse, in 2 libri, di cui il primo con la cronaca delle origini e della storia samia fino alla fine del VI secolo, mentre il secondo doveva arrivare alla fine della guerra del Peloponneso.
La Storia di Agatocle comprendeva almeno 4 libri, dedicati essenzialmente a mostrare la lotta di Agatocle, appunto, contro i Cartaginesi, le sue imprese in Magna Grecia e le congiure oligarchiche contro di lui.
La più lunga opera storiografica duridea era, comunque, la Storia macedonica (in almeno 23 libri), dedicata alla storia del regno di Macedonia dal 371 a.C. al 281 a.C., cioè dalla battaglia di Leuttra a quella di Corupedio. 
La sua storiografia si caratterizza soprattutto per l'intensa drammaticità e spettacolarizzazione degli avvenimenti narrati. Per questo criticò aspramente gli storici Teopompo ed Eforo, per aver posto maggior attenzione al "γράφειν" (scrivere) piuttosto che al "φράσειν" (mimesi, intesa come mimesi della realtà) e all'"ἡδονή" (piacere):
(F 1 Jacoby - trad. A. D'Andria)
Più volte citato da Plutarco nelle Vite, le sue affermazioni vennero generalmente confutate dallo storico di Cheronea, che di Duride disse: «D'abitudine non riesce a dominarsi e a mantenere il racconto entro i limiti della verità»; negativa fu anche l'opinione di Didimo Calcentero, mentre di parere opposto fu Cicerone, che lo definì homo in historia diligens ("storiografo scrupoloso").